# Rete mirabile

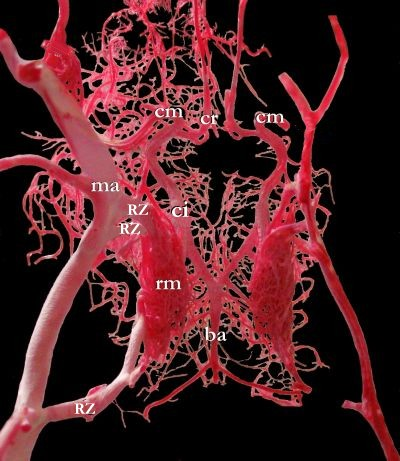
Rete mirabile (rm) van de arteria carotis interna van een schaap.

Een rete mirabile (meervoud: retia mirabilia) of wondernet is een vertakking van een bloedvat tot kleine bloedvaatjes, die niet in een ader maar opnieuw samenkomen in een bloedvat.
Bij alle gewervelden komen deze retia mirabilia voor in de glomerula van de nieren. Hier vertakt zich een arteriole (arteriola glomerularis afferens) in een dun capillairnetwerk (glomerulum), dat opnieuw samenvloeit in een arteriole (arteriola glomerularis efferens). Bij de glomerula vindt in de retia mirabilia ultrafiltratie van het bloed plaats waarbij de primaire urine uit het bloed verwijderd wordt.
Verder treden retia mirabilia op bij enkele andere bloedvaten:
- bij evenhoevigen van de arteria carotis interna
- bij herkauwers van het buitenste oogbloedvat (arteria ophthalmica externa)
- bij katachtigen de (arteria maxillaris)
- bij de Loris halfapen in de handen en voeten
- bij vissen (Physoclisten) voor het opblazen van de zwemblaas

Bij tonijnen en haaien dient het rete mirabile als warmtewisselaar voor de regeling van de lichaamstemperatuur. De zwemspieren ontwikkelen veel warmte, die door het rete mirabile aan de lichaamskern wordt afgegeven. Hierdoor wordt een hogere lichaamstemperatuur gehandhaafd dan de temperatuur van het omgevende water. De retia mirabilia hebben hier een relatief dikke wand, waardoor uitwisseling van gassen niet mogelijk is. Bij de Physoclisten ondersteunen ze de toename van zuurstof in de zwemblaas en bij vissen de zuurstofverzorging van het netvlies. In de gasklier wordt het bloed aangezuurd door de productie van melkzuur.
Door deze verlaging van de pH in de ader komt de zuurstof gebonden aan het hemoglobine vrij en kan deze door de membraan in de slagader diffunderen. Op het moment van oververzadiging diffundeert de zuurstof via de gasklier naar de zwemblaas.
Verder bestaan er ook veneuze retia mirabilia als vertakking van de poortader in de lever en in de hypofysepoortader in de voorkwab van de hypofyse.